# Sharki (Wind)
Sharki, auch Chergui oder Sharqi, (von arabisch شرقي, DMG šarqī ‚östlich‘) ist ein Wind im Persischen Golf. Der Sharki, ein heißer und feuchter Südostwind, ist vor allem im frühen Sommer und frühen Winter der vorherrschende Wind in dieser Region.

## Referenzen
- NOAA’s climate summaries for the Middle East and Iraq:. In: NOAA Magazine Online (Story 87). National Oceanic & Atmospheric Administration (NOAA), U.S. Department of Commerce, 7. April 2003, abgerufen am 1. Februar 2009. (englisch)
- Taru Bahl, M H Syed (Hrsg.): Encyclopaedia of the Muslim World. Anmol Publications, New Delhi 2003, ISBN 978-81-261-1419-1, S. 20 (google.co.uk [abgerufen am 1. Februar 2009]). (englisch)
- Helen Chapin Metz: Iraq a country study. Kessinger Publishing, Whitefish, MT 2004, ISBN 978-1-4191-2671-0, S. 87 (google.co.uk [abgerufen am 1. Februar 2009]). (englisch)
- Wind of the World: Chergui (or Sharqi). In: WeatherOnline. WeatherOnline Ltd, abgerufen am 1. Februar 2009. (englisch)